# CSN (album)
CSN is een elpee van Crosby, Stills & Nash uit 1977. De nummers Fair game en Just a song before I go werden op een single uitgebracht. Het was het laatste album waarop de drie zangers alle zangstukken zelf voor hun rekeningen namen en waarbij geen hulp kwam van sessiezangers. De elpee belandde op nummer 2 van de Billboard 200 en op nummer 4 in Nederland. Er was ook een hitnotering in enkele andere Europese landen maar niet in België.

## Nummers
| Nummer | Naam                    | Geschreven door              | Duur |
| ------ | ----------------------- | ---------------------------- | ---- |
| A1     | Shadow captain          | David Crosby en Craig Doerge | 4:32 |
| A2     | See the changes         | Stephen Stills               | 2:56 |
| A3     | Carried away            | Graham Nash                  | 2:29 |
| A4     | Fair game               | Stephen Stills               | 3:30 |
| A5     | Anything at all         | David Crosby                 | 3:01 |
| A6     | Cathedral               | Graham Nash                  | 5:15 |
| B1     | Dark star               | Stephen Stills               | 4:43 |
| B2     | Just a song before I go | Graham Nash                  | 2:12 |
| B3     | Run from tears          | Stephen Stills               | 4:09 |
| B4     | Cold rain               | Graham Nash                  | 2:32 |
| B5     | In my dreams            | David Crosby                 | 5:10 |
| B6     | I give you give blind   | Stephen Stills               | 3:21 |